# Diego Pisador
Diego Pisador (peut-être né vers 1509-1510 et décédé après  1557) est un vihueliste et compositeur espagnol de la Renaissance. 

## Biographie
On connait peu de détails de sa vie, pas même la date exacte de sa mort. On pense qu'il est né à Salamanque autour des années 1509 ou 1510. Il était le fils aîné d'Alonso Pisador et d'Isabel Ortiz, qui se sont mariés en 1508. Le père d'Isabel Ortiz, Alfonso III de Fonseca, archevêque de Saint-Jacques-de-Compostelle, était un grand mécène de la musique. Alonso Pisador travaillait comme notaire auprès du tribunal de l'archevêque. En 1524, il s'installa à Tolède, pour suivre l'archevêque. Là il entra au service du comte de Monterrey, probablement Alonso de Acevedo y Zúñiga, lui aussi petit-fils d'Alonso III.
En 1526, Diego Pisador reçut les ordres mineurs, mais nous n'avons pas la preuve qu'il a poursuivi une carrière ecclésiastique. 
En 1532, son père, Alonso Pisador, s'installa en Galice suivant  Alonso de Acevedo y Zúñiga, comme corregidor de Monterrey. Il ne devait pas retourner à Salamanque avant 1551, après le décès de son épouse en septembre  1550. Durant cette période, Diego Pisador demeure à Salamanque pour s'occuper de sa mère et de son frère cadet. Il géra les affaires économiques de la famille et occupa le poste de majordome (administrateur) de la cité de Salamanque, dont était chargé son père auparavant.
À la mort de la mère, la plus grande partie de l'héritage familial revint à Diego, ce à quoi s'opposa son frère cadet. Initialement, le père appuya  Diego dans cette dispute, mais lui intima l'ordre de se marier et d'abandonner son travail sur le livre de vihuela qui l'occupait alors. Quand le père retourna peu après à Salamanque, il changea d'opinion, prenant le parti de l'autre fils et obligeant Diego à abandonner le foyer familial. On sait qu'en 1553, Diego vendit la maison et qu'en 1557, le père et le fils continuaient à s'affronter.

## Livre de musique de vihuela

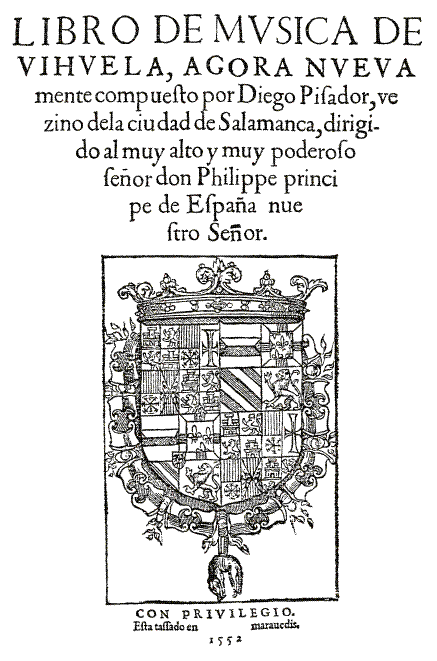
Page de garde du Libro de música de vihuela

En 1552, il publia un livre d'œuvres pour la vihuela intitulé Libro de música de vihuela, dédié à Philippe II. Il est divisé en 7 livres et comporte  93 pièces;  si nous considérons, comme Pisador le fit, que chacune des parties des messes est une œuvre séparée, nous arrivons à un total de 186 pièces.